# Sprzedaż wysyłkowa
Sprzedaż wysyłkowa (ang. mail order, fr. Vente par correspondance) – jedna z form sprzedaży detalicznej. Kupujący dokonuje transakcji poprzez złożenie zamówienia – drogą pocztową, telefonicznie lub poprzez internet. Wyboru towaru lub usługi dokonuje się na podstawie katalogu, przysłanej do klienta oferty (ang. mailling) bądź też za pośrednictwem strony internetowej. Wybrany towar dostarczany jest za pośrednictwem poczty lub firmy kurierskiej. Zapłata następuje w formie przedpłaty (przelewem bankowym lub przy użyciu karty płatniczej), pobrania (ang. cash on delivery COD) lub z odroczonym terminem płatności.
Za początek tej formy sprzedaży uważa się wydanie przez firmę Hammacher-Schlemmer w 1881 katalogu oferującego narzędzia oraz materiały budowlane.
Ten rodzaj sprzedaży skierowany jest głównie do mieszkańców mniejszych miejscowości, gdzie dostęp do pełnej oferty towarowej jest ograniczony, choć korzystają z niego klienci bez względu na miejsce zamieszkania.

## Zalety
- możliwość zakupu towarów pomimo ich niewystępowania na rynku lokalnym,
- czas na przeanalizowanie oferty, cen i na podjęcie decyzji.
- często atrakcyjne ceny, promocje i dodatkowe prezenty.

## Wady
- konieczność parodniowego oczekiwania na wybrany towar,
- brak fizycznego kontaktu z towarem co utrudnia dokonanie wyboru i sprawdzenie jakości,
- niebezpieczeństwo oszustw.

Ceny produktów oferowanych w sprzedaży wysyłkowej nie różnią się zasadniczo od cen handlu detalicznego. Spowodowane jest to wysokimi kosztami akcji reklamowych, druku katalogów, kosztami przygotowania przesyłki oraz kosztami przesłania towaru do klienta. Wyjątkiem jest sprzedaż za pośrednictwem internetu, który obniża koszty związane z reklamą i drukiem katalogów.
Polskie prawo w szczególny sposób chroni konsumentów zawierających umowy sprzedaży wysyłkowej, pozwalając im, pod pewnymi warunkami, na zwrot towarów w ciągu 14 dni od ich odebrania.